# خفافيش أريزونا
خفافيش أريزونا هو نوع من خفافيش الليل يسكن معظم جنوب غرب الولايات المتحدة ووسط المكسيك في أقصى الجنوب مثل مكسيكو.

## التصنيف والاشتقاق
وصفه عالم الحيوان الأمريكي نيد هوليستر بأنه نوع جديد في عام 1909. تم جمع النمط الكلي بالقرب من نيدلز ، كاليفورنيا، في عام 1905. اسمها المحدد " occultus " لاتينية تعني «مخفي أو مختفي».

## وصف
إنه نوع صغير يبلغ إجمالي طوله 96 مليمتر (3.8 بوصة) — من الطول الإجمالي، 40 مليمتر (1.6 بوصة) يتكون من ذيله. فروها بني لامع مع مسحة قرفة. الفراء البطني ووجهه بني شاحب.

## المدى والموئل
يشمل نطاقها أجزاء من جنوب غرب الولايات المتحدة وولاية تشيهواهوا المكسيكية. توجد في مجموعة من الارتفاعات من بالقرب من مستوى سطح البحر إلى 2,806 متر (9,206 قدم) فوق مستوى سطح البحر.

## الحفاظ عليه
اعتبارًا من عام 2018، تم تقييمه على أنه من الأنواع الأقل إثارة للقلق من قبل IUCN . يفي بمعايير هذا التصنيف لأنه يحتوي على نطاق جغرافي واسع، ويشمل نطاقه مناطق محمية، ومن غير المحتمل أن يشهد انخفاضًا سريعًا في عدد السكان. وهي من أنواع الخفافيش البنية الصغيرة

## فيروسات وأمراض
لدى هذه الكائنات عدد قليل من الحيوانات المفترسة ولكن يمكن قتلها من قبل الطيور الجارحةمثل البوم، وكذلك الحيوانات المفترسة التي تمشي على الأرض مثل الراكون وتشمل المصادر الأخرى من وفيات بسبب أمراض عديدة مثل داء الكلب و متلازمة الأنف الأبيض كانت متلازمة الأنف الأبيض سببًا كبيرا للوفيات منذ عام 2006، حيث قتلت أكثر من مليون خفافيش بنية صغيرة بحلول عام 2011. في شمال شرق الولايات المتحدة  كان فقدان السكان بسبب هذا المرض فقد كان شديدًا، حيث تم مسح عينات (الكهوف المستخدمة في السبات) بمتوسط فقدان عدد السكان تحت نسبة 90٪.